# Emina (Vorname)
Emina ist ein weiblicher Vorname.

## Herkunft und Bedeutung
Der Name Emina kommt ursprünglich aus dem Arabischen und bedeutet dort „die Vertrauenswürdige“. Das männliche Gegenstück dazu lautet Emin und bedeutet „der Vertrauenswürdige“.
Verbreitet ist der Name vor allem in Bosnien, kommt aber auch in der Türkei und in arabischen Ländern vor.

## Namensträgerinnen
- Emina Čabaravdić-Kamber (* um 1950), freie Autorin und Malerin
- Emina Jahović (* 1982),  bosnische Pop-Sängerin, Künstlername Emina Türkcan
- Emina Assimowna Malagitsch (* 1995), russische Shorttrackerin